# Maria Olívia Rebouças
Maria Olívia Rebouças Cavalcanti (Itabuna) é uma ex-miss brasileira.
Foi a segunda baiana a conquistar, em 1962, o título de Miss Brasil, em um concurso realizado na noite de 16 de junho desse ano, no Maracanãzinho, Rio de Janeiro. No Miss Universo, realizado no dia 14 de julho em Miami, Flórida (Estados Unidos), foi a quinta colocada.